# Anchiphiloscia suarezii
Anchiphiloscia suarezii là một loài chân đều trong họ Philosciidae. Loài này được Dollfus miêu tả khoa học năm 1895.